# Nässjö község
Nässjö község (svédül: Nässjö kommun) Svédország 290 községének egyike. Jönköping megyében található, székhelye Nässjö.
A jelenlegi község 1971-ben jött létre.

## Települések
A község települései:
| Település   | Népesség | Megjegyzés         |
| ----------- | -------- | ------------------ |
| Anneberg    | 874      |                    |
| Bodafors    | 1982     |                    |
| Flisby      | 215      |                    |
| Forserum    | 1982     |                    |
| Fredriksdal | 318      |                    |
| Grimstorp   | 385      |                    |
| Malmbäck    | 1016     |                    |
| Nässjö      | 16463    | a község székhelye |
| Solberga    | 419      |                    |
| Stensjön    | 208      |                    |
| Äng         | 301      |                    |

### Külső hivatkozások
- Hivatalos honlap (svéd, német, angol)